# Quintín Pérez
Moose and Molly (Quintín Pérez, en algunos países hispanohablantes) es un tira de prensa estadounidense creada por Bob Weber y distribuida por King Features Syndicate, se publicó por primera vez el 20 de septiembre de 1965, retitulado Moose Miller seis años después. En 1998 su nombre cambió a Moose y Molly. La actividad constante de la familia del creador Bob Weber le proporcionó muchas de las situaciones que refleja en Moose y Molly. Durante más de 45 años, la tira ha retenido su sentido vital de humor familiar, que ha sido su sello desde el comienzo.

## Argumento
La historia narra las desventuras de Moose Miller, un padre de familia desempleado conocido por ser extremadamente flojo y holgazán. De hecho es tan perezoso que no es capaz de mantener un empleo por más de 24 horas, y para el vecindario es sorprendente la constante tolerancia de su esposa Molly. El matrimonio vive en una casa humilde rodeado de una numerosa cantidad de animales junto a sus 3 hijos. Pese a su pereza, Moose goza de una peculiar popularidad, en contraparte de lo que piensa su vecino Chester, o bien las eternas visitas de los cobradores quienes nunca consiguen que Moose pague sus cuentas atrasadas.

## Personajes
- Moose Miller (Quintín Pérez, en Latinoamérica): Protagonista. Es muy vago y perezoso, aunque sumamente astuto si de escapar de sus deberes se trata, especialmente cuando sale a buscar trabajo. A menudo se le ve asaltando el refrigerador de su vecino Chester, nadar en su piscina, alimentar a los patos del parque o también se aprovecha de las situaciones de sus vecinos como distracción para apoderarse de sus alimentos "invitándose" él mismo o a su familia. A pesar de sus defectos e irresponsabilidades, parece bastante popular, tal vez debido a su perpetuamente comportamiento alegre.
- Molly Miller (Gertrudis Pérez): Esposa de Moose. Es muy amorosa y extremadamente tolerante. Sobre la única cosa que cambiaría en su marido, sería conseguir que haga las reparaciones en el hogar u otras labores domésticas, sin embargo es Molly quien termina haciéndolo, debido a la astucia de Moose.
- Bunky Miller (Bartolo Pérez): El hijo mayor de los Miller. Es el fiel reflejo de su padre.
- Blip Miller (Beto Pérez): El hijo del medio de los Miller.
- Cindy Miller (Cindy Pérez): La hija menor de los Miller.
- Chester Crabtree (Pancho Cachaza): Es el vecino de Moose. Es su mejor amigo y a la vez su peor enemigo. Le tiene un gran estima a Moose, pero al mismo tiempo está constantemente enfurecido con él debido a su pereza y comportamiento abusivo, sobre todo cuando casi siempre invade su propiedad.
- Clara Crabtree (Clara Cachaza): Esposa de Chester. En cierto modo se compadece de Moose ofreciéndole alimento cuando lo necesita, pero no es tan tolerante como Molly y termina echando a Moose de su casa a escobazos cuando abusa de la confianza.
- Jack Wilson (Juan Wilson): Hermano de Molly. Rara vez parece tener problemas para encontrar empleo, pero nunca se las arregla para mantener el trabajo por mucho tiempo.
- Mrs. Wilson (Señora Wilson): Madre de Molly. Es la típica chismosa del vecindario, casi siempre se le ve husmeando a los vecinos con su inseparable telescopio. Detesta a Moose por su holgazanería y a menudo le encuentra anuncios clasificados de prensa para buscar trabajo, sin ningún éxito.

- Datos: Q24960318